# Stenodynerus ammonia
Stenodynerus ammonia (лат.) — вид общественных ос из семейства Vespidae.

## Распространение
Встречаются в Северной Америке: Канада, США.

## Описание
Длина переднего крыла самок 5,5—7,0 мм, а у самцов — 5,0—6,0 мм. Окраска тела в основном чёрная с жёлтыми отметинами. Взрослые самки охотятся на личинок насекомых для откладывания в них яиц и в которых в будущим появится личинка осы.